# HotelF1
Hôtel F1, stylisée hotelF1, est une chaîne d'hôtels française une étoile du groupe Accor créée en 1985. En décembre 2018, hotelF1 compte 172 hôtels en France.

## Histoire

### Création des hôtels Formule 1
Dans les années 1980, un Français sur deux n'a jamais séjourné dans un hôtel. Jean-François Bourgois (directeur marketing de Novotel) et Jean-Claude Luttmann (directeur général catering d'Accor) développent le concept économique hôtelier Formule 1 avec l'objectif d'offrir la nuitée à moins de 100 francs. Le premier Formule 1 est inauguré à Évry en octobre 1985. Ses créateurs imaginent une série d'astuces pour rationaliser les coûts : distributeur automatique de chambres, sanitaires autonettoyants et collectifs, guide de préparation d'une chambre en 10 minutes, remplacement des clés par des codes. Le nom Formule 1 est choisi en rapport à l'univers de la route auquel l'enseigne est initialement rattachée,.
À son lancement, l'offre Formule 1 est plus avancée que celle de l'hôtellerie traditionnelle « de préfecture », avec lit propre, télévision dans la chambre, et insonorisation emprunté des méthodes de fabrication des ibis.
À partir de 1986, Accor définit les standards industriels de construction des hôtels Formule 1. Un hôtel Formule 1 doit coûter deux fois moins cher à construire qu'un hôtel ibis. Un hôtel Formule 1 est donc construit par blocs de 4 chambres en usine, puis assemblé en deux mois sur le chantier. La construction ne doit pas dépasser 55 % du CA prévisionnel de l'établissement. Dix-sept Formule 1 sont construits en 1987, trente en 1988. En 1989, Formule 1 ouvre ses deux premiers établissements à l'international, en Belgique[source secondaire souhaitée]. Dès 1990, Accor ouvre un hôtel Formule 1 par semaine et accélère son développement international. Ses techniques de préfabrication sont récupérées par ibis dès la fin des années 1990, et son module préfabriqué de salle de bain repris par Suitehôtel dès son lancement en 2000.
Dès 1991, alors que la concurrence réagit face à Formule 1, Accor lance les Formule 1 « bleus » avec douche et WC dans les chambres, qui préfigurent le lancement d'Etap'Hôtel en 1992. Dans les années 1990, 65 % des clients de l'enseigne sont en déplacement professionnel.

### Consolidation et développement international
En 1996, les marques Formule 1, ibis et Etap'Hôtel sont réunies au sein d’une structure unique baptisée Sphère International et détenue à 66 % par Accor.
En 1997, Formule 1 représente 39 % du parc hôtelier super-économique en France. En 1998, le groupe Accor juge le développement des Formule 1 dans l'Hexagone proche de la maturité, et annonce une phase de développement internationale de l'enseigne. En 2001, Formule 1 ouvre au Brésil son premier hôtel comptant 300 chambres et dont le format est emprunté aux chambres d'Etap'Hôtel.
En 2000, Accor oriente également le développement en France des Formule 1 vers les centres-villes. À partir de 2003, des connexions Wifi sont installées dans les hôtels Formule 1 avec une offre à 5 euros l'heure de connexion. En 2005, Formule 1 lance le programme Managers Plurielles visant à promouvoir l'égalité homme-femme au sein de l'entreprise.
De sa création en 1985 à 2005, les hôtels Formule 1 ont accueilli un total de 100 millions de voyageurs. À son arrivée à la tête d'Accor en 2006, Gilles Pélisson annonce un programme de rénovation pour la marque Formule 1. En novembre 2006, Accor s'associe à Emaar Properties pour développer Formule 1 en Inde.

### Depuis 2008: hotelF1
En mars 2008, le groupe Accor change le nom de la marque Formule 1 pour « hotelF1 », et engage une modernisation complète de son parc hôtelier en France. La rénovation est prévue sur 2 ans,.
En septembre 2009, le groupe Accor cède les murs de 158 hotelF1, une stratégie de délestement de ses actifs fonciers dans laquelle le groupe loue maintenant à loyer variable les 158 établissements cédés qu'il continue de piloter. En 2010, Accor accélère le développement d'hotelF1 au Brésil. En 2011, l'enseigne est présente dans 10 villes brésiliennes.
En 2012, grâce à une nouvelle procédure de classement des hôtels en France, les hotelF1, jusqu'alors non-classés, se voient attribuer une étoile. En mars 2017, Accor annonce la cession de 62 hôtels hotelF1, ainsi qu'un plan de rénovation de l'enseigne étalé sur 3 ans.
En 2022, en rupture avec son concept historique (salles de bains et toilettes communes) et à la suite d'un vaste programme de rénovation, HotelF1 introduit certaines chambres avec salle de bain intégrée, qui représentent entre 10% et 15% de l'offre de chaque établissement,,.

### Identité visuelle (logotype)

Logo de 1985 a 2008.
Logo depuis 2008.

## Implantation en France

### Chiffres-clés
Fin décembre 2018, hotelF1 compte 172 hôtels (61 226 chambres) en France.